# 白一燮
白一燮（韓語：백일섭，1944年6月10日—），或譯白日燮，韓國男演員，1965年KBS第5期公開徵選演員出身。

## 演出作品

### 電視劇
- 1981年：KBS《大命》飾演 林慶業
- 1983年：KBS《開國》
- 1987年：KBS《串燒》
- 1992年：MBC《兒子與女兒》
- 1993年：KBS《早上好！青年東路》
- 1995年：MBC《第4共和國》
- 1998年：MBC《六個孩子》飾演 袁大叔
- 2000年：SBS《KAIST》飾演 系主任
- 2000年：SBS《火花》飾演 之賢父
- 2000年：MBC《男生女生向前走》飾演  白一燮
- 2001年：SBS《神話（朝鲜语：신화 (드라마)）》
- 2001年：MBC《狐狸與棉花糖》
- 2001年：KBS《美娜》
- 2002年：SBS《玻璃鞋》飾演 金必重
- 2002年：MBC《黃金馬車》
- 2003年：KBS《保鏢》
- 2004年：KBS《我的寶貝子女》
- 2005年：SBS《來去海邊》飾演 筱蘿的爺爺
- 2006年：MBC《愛情無法擋》
- 2006年：MBC《我人生的Special》
- 2006年：SBS《意外情緣My Love》
- 2007年：MBC《壞女人好女人》
- 2008年：KBS《媽媽發怒了》飾演 羅一石
- 2008年：MBC《甜蜜的人生》飾演 破案的警察
- 2009年：KBS《松藥局的兒子們》飾演 宋光浩
- 2009年：SBS《父親的家》
- 2010年：MBC《大醬君與納豆王的結婚戰爭》飾演 金達滿
- 2010年：MBC《被稱為神的男子》飾演 慧珍的爺爺
- 2010年：KBS《嫁給我吧》飾演 金宗達
- 2010年：MBC《愛的烙印 紅字》飾演 韓永敬
- 2010年：MBC《慾望之火》
- 2011年：KBS《相信愛》
- 2011年：KBS《烏鵲橋兄弟》飾演 黃昌植
- 2012年：MBC《光與影》
- 2012年：SBS《我記得你》
- 2012年：KBS《加油，金先生！》飾演 James
- 2013年：SBS《結婚的女神》飾演 宋南吉
- 2013年：JTBC《再也無法忍受》飾演 黃忠甲
- 2013年：MBC《Drama Festival－陽光老人亭的神氣葬禮》飾演 金九奉
- 2015年：MBC《憤怒的媽媽》

### 電影
- 1969年：《蛇女》
- 1969年：《長脊村理髮師》
- 1971年：《失貞記》
- 1971年：《麻煩小子》
- 1972年：《平壤爆擊隊》
- 1973年：《天風》
- 1973年：《杜順和甲順》
- 1974年：《死神代言人》
- 1974年：《還有爸爸，還有我》
- 1974年：《泥地女子》
- 1975年：《森浦之路》
- 1975年：《三角陷阱》
- 1975年：《劊子手》
- 1977年：《處女星》
- 1978年：《流浪者》
- 1978年：《很久很久以前》
- 1978年：《柏油路上的女人》
- 1979年：《拍攝暴風的男人》
- 1979年：《丙泰和英子》
- 1979年：《乙火》
- 1980年：《聾女》
- 1980年：《笑了三次的女人》
- 1981年：《風雲孩子不讓出門》
- 1982年：《和順》
- 1982年：《Jongro Blues》
- 1987年：《七個耳光》
- 1993年：《少女18歳》
- 2003年：《我的野蠻女老師》
- 2004年：《間諜女孩》
- 2005年：《B型男友》
- 2006年：《韓半島》演 朝鲜领导人
- 2006年：《噢，我的上帝》
- 2006年：《馬江賓館》
- 2006年：《誰上我的床（朝鲜语：누가 그녀와 잤을까?）》飾演 神父
- 2006年：《救世主》
- 2006年：《方糖》
- 2006年：《聾女》
- 2007年：《天堂也傷心》
- 2007年：《用優厚條件搜羅》
- 2007年：《挖人行動》
- 2007年：《球探》
- 2014年：《噗通噗通我的人生》
- 2015年：《長壽商會》飾演巴士司機 (特別演出)

## 綜藝節目

### 綜藝固定出演
| 年份   | 播放日期 | 播放日期 | 電視台 | 節目名稱 | 季度   | 集數 |
| 年份   | 首播     | 終映     | 電視台 | 節目名稱 | 季度   | 集數 |
| 2013年 | 7月5日   | 10月4日  | tvN    | 花樣爺爺 | 第一季 | 14集 |
| 2014年 | 3月7日   | 5月2日   | tvN    | 花樣爺爺 | 第二季 | 8集  |
| 2015年 | 3月27日  | 5月8日   | tvN    | 花樣爺爺 | 第三季 | 7集  |
| 2018年 | 6月29日  | 8月24日  | tvN    | 花樣爺爺 | 第四季 | 9集  |

### 綜藝嘉賓出演
| 播出日期       | 電視台 | 節目名稱                       | 集數  | 備註   |
| 2014年10月24日 | tvN    | 一日三餐 農村篇 (第一季旌善篇) | EP-02 | 與申久 |
| 2014年10月31日 | tvN    | 一日三餐 農村篇 (第一季旌善篇) | EP-03 | 與申久 |

## 獲獎記錄
- 1975年：第11屆百想藝術大獎－優秀男演員獎
- 1993年：第29屆百想藝術大獎－人氣獎
- 1996年：MBC演技大獎－最優秀演技獎
- 2008年：韓國電視劇節－功勞獎
- 2016年：TvN10大獎－綜藝指標賞（花樣爺爺）

## 外部連結
- NAVER （页面存档备份，存于）